# Phantom Brave
Phantom Brave (ファントム・ブレイブ?, Fantomu Bureibu) è un videogioco strategico a turni ideato per la PlayStation 2 e PlayStation Portable dalla Nippon Ichi Software, conosciuta per aver creato giochi come Disgaea: Hour of Darkness. Venne pubblicato in Giappone il 22 gennaio 2004, in seguito fu distribuito in Nord America il 31 agosto 2004 mentre in Europa è uscito il 4 febbraio 2005. Vennero create due versioni del gioco, la versione: "Normale" e quella "Speciale", dove quest'ultima presentava la colonna sonora del gioco ed un manuale di istruzioni dedicato. Inoltre nel 2009 uscì una conversione per la console Wii intitolata Phantom Brave: We Meet Again. Nel 2010 NIS pubblicò un'altra conversione, questa volta per la console portatile PlayStation Portable. Il gioco è inoltre presente nella raccolta Prinny Presents NIS Classics Volume 1 per Nintendo Switch (2021) che include Soul Nomad & the World Eaters.

## Trama
Il gioco segue una giovane ragazza di nome Marona. Vive su un'isola chiamata Phantom Isle, situata in un mondo chiamato Ivoire e lavora come cromatica, una sorta di mercenario che accetta lavori strani da persone come combattere mostri, cercare oggetti perduti e persone, consegnare pacchi e così via. Ha bisogno di farlo perché vive da sola sulla sua isola a causa dei suoi genitori Haze e Jasmine che sono stati uccisi sull'isola del Male mentre facevano un lavoro di questo genere. È comunque accompagnata dal suo amico Ash che lavorava con i suoi genitori. La cattura? Ash è un Fantasma, un fantasma di sorta che non può essere visto dalle persone normali a meno che non vogliano essere visti (che è estremamente raro). Marona tuttavia può vederlo a causa della sua abilità Chartreuse Gale, che non solo le permette di vedere i Fantasmi, ma anche di confinarli a oggetti casuali, trasformando quell'oggetto in un corpo temporaneo per il Fantasma. Tuttavia, a causa di queste abilità, il popolo di Ivoire la teme e la chiama "posseduta". Come tale, riceve pochi soldi in cambio del suo lavoro e viene trattata come spazzatura. Tuttavia, Marona continua a lavorare per aiutare le persone perché i suoi genitori le hanno detto che un giorno, se lavora per rendere felici le persone, tutti impareranno a piacerle.

## Personaggi
I personaggi giocabili sono soltanto due:
Marona
Una giovane cromata. Marona è sincera e coraggiosa, disposta ad aiutare anche coloro che la odiano e la chiamano "Posseduta". In battaglia può evocare Fantasmi con la sua abilità "Chartreuse Gale" ed è abile in Guarigione, Statistiche Altering e Space-Time Skills.
Ash
Guardiano Fantasma di Marona. Cerca di proteggere Marona a tutti i costi, ma è preoccupato che stare con lei sia ciò che ha causato la gente di Ivoire ad odiarla. In battaglia eccelle negli attacchi fisici ed energetici e impara attacchi come Bomba Volante e la sua mossa di firma: "Drago nascente".
I personaggi secondari o non giocabili sono questi:
Haze
Il padre di Marona. Lavorò come Croma prima di essere ucciso sull'Isola del Male. Non si sa molto di lui, ma si sa che ha l'abilità "Miracle Chartreuse" che è ciò che ha salvato Ash dalla distruzione.
Jasmine
La madre di Marona. Ha lavorato come Croma prima di essere uccisa sull'Isola del Male. Non si sa molto di lei.
Castiglia
Amica di Marona. La castiglia è una ragazza molto malata che non può camminare. A causa della sua disabilità, si sente come se lei è causa ai suoi genitori nient'altro che guai. È anche la prima amica di Marona a parte Ash.
Lo zafferano
Il padre della Castiglia. Ha speso innumerevoli viaggi bordeaux (la valuta del gioco) per la medicina e i trattamenti della Castiglia.
Joan
La madre di Castile. Non si sa molto di lei, ma lei si preoccupa molto della Castiglia.
Persimmon
Il manager di Noce. Spesso cerca Chroma Jobs per Walnut da fare per aiutarlo a guadagnare soldi.
Canary
Un autoproclamato "Attivista umano per mostri rari" che va in giro ad aiutare i mostri nel bisogno, ma è piuttosto un ipocrita a volte. Marona aiuta a mostrargli l'errore dei suoi modi.
Mocha
Un Putty che Marona ha incontrato mentre era in un lavoro per Canary. Alla fine Mocha entra in casa sua e presto viene lasciata sotto la cura della Castiglia per mantenere la sua compagnia.
Ringmaster Hamm
Il Ringmaster di un circo itinerante.
Presidente Hogg
Il presidente della Bamboo Company, una grande azienda di produzione di farmaci.
Sienna
Il proprietario di Clutter Haven, un'isola dove producono e inviano messaggi di bottiglia. Possiede anche l'Isola Fantasma durante il periodo in cui la Marona la sta affittando. Sienna ha anche una gamba ferita in modo che non può camminare facilmente.
Conte malto
Un regale Scrabbit. Sta cercando il leggendario Scarlet il Coraggioso per aiutare a fermare Zophur, ma non ha fortuna. Ben presto si affida a Marona per diversi lavori.
Calderone
Un Collezionista dell'Isola. Cercò di acquisire l'Isola Fantasma quando Marona venne a comprarla da Siena. Poco dopo che Marona riesce ad acquistare l'Isola Fantasma, Cauldron ottiene un enorme rispetto per Marona e la tratta bene, spesso chiamandola "Maronakins". Marona lo chiama anche "Papa Cauldron"
Wraith
Un'ombra di zolfo. Wraith sembra simile a Zolfo tuttavia è più piccolo, ha un cuore penzolante nella metà inferiore del suo corpo e le sue mani sono ricoperte di ossa. Il suo attacco distintivo è Soul Burn.
Lo zolfo
Un enorme demone scheletrico che ha attaccato Ivoire 30 anni fa ed è stato sconfitto da Scarlet il Coraggioso e le Nove Spade di Ivoire. Lo zolfo ottenne il potere nei suoi 30 anni di prigionia e presto cominciò a inviare le sue Convocazioni e copie di Wraith per causare il caos fino a quando non avrebbe potuto liberarsi dalla sua prigione dimensionale. Il suo attacco è Annihiliato. Ha anche accesso ad attacchi magici di alto livello.
Scarlet il Coraggioso
Il leggendario guerriero che ha fermato zolfo prima. È armata con l'abilità di usare Psycho Burgundy.
EX-Sulphur
Una forma più forte di zolfo. Ritornato a Ivoire a causa di circostanze sconosciute (spiegato in Soul Nomad).
Myao
Una giovane strega che lavora per la maga Marjoly.
Inoltre appaiono un poco di personaggi di Disagea:
Laharl
Il personaggio principale di Disgaea: Hour of Darkness.
Etna
Vassallo di Laharl. Fu la responsabile di Laharl che apparve in Phantom Brave.
Flonne
L'angelo vassallo e caduto di Laharl. È una ragazza gentile e una massiccia otaku.
Vyers
Un demone aristocratico e il rivale dell'Ora delle Tenebre. Odia essere chiamato Mid-Boss.
Baal
Il leggendario Tyrant Overlord. È un Funguy in questo gioco perché il suo corpo originale è in uno stato di recupero.
Pringer X
Un Super Robot Prinny ed è il boss più forte del gioco.